# Алексеевская линия
Алексе́евская ли́ния (укр. Олексіївська лінія) — третья линия Харьковского метрополитена. Связывает жилые массивы Алексеевка и Павлово Поле с центром города Харькова и районом стадиона «Металлист». Первая линия Харьковского метрополитена, построенная и открытая после распада СССР, а также вторая по длине после Холодногорско-Заводской линии. На схемах обозначается зелёным цветом и числом .

## История строительства
| Дата открытия        | Пусковые объекты                      | Количество станций | Длина   |
| -------------------- | ------------------------------------- | ------------------ | ------- |
| 6 мая 1995 года      | Участок «Метростроителей» — «Научная» | 5                  | 6,1 км  |
| 21 августа 2004 года | Участок «Научная» — «23 Августа»      | 2                  | 2,55 км |
| 21 декабря 2010 года | Участок «23 Августа» — «Алексеевская» | 1                  | 2,1 км  |
| 19 августа 2016 года | Участок «Алексеевская» — «Победа»     | 1                  | 1,1 км  |

## Станции
|       | Название станции Прежние названия                                                | Украинское название       | Дата открытия   | Пере- садки | Глубина, м | Тип конструкции                          | Координаты | Вид станции |
| ----- | -------------------------------------------------------------------------------- | ------------------------- | --------------- | ----------- | ---------- | ---------------------------------------- | ---------- | ----------- |
| 03 01 | Победа                                                                           | укр. Перемога             | 19 августа 2016 |             | −8         | колонная мелкого заложения двухуровневая |            |             |
| 03 02 | Алексеевская                                                                     | укр. Олексіївська         | 21 октября 2010 |             | ?          | колонная мелкого заложения двухпролётная |            |             |
| 03 03 | 23 Августа                                                                       | укр. 23 Серпня            | 21 августа 2004 |             | ?          | колонная мелкого заложения трёхпролётная |            |             |
| 03 04 | Ботанический сад                                                                 | укр. Ботанічний сад       | 21 августа 2004 |             | ?          | колонная мелкого заложения трёхпролётная |            |             |
| 03 05 | Научная                                                                          | укр. Наукова              | 6 мая 1995      |             | ?          | колонная мелкого заложения двухуровневая |            |             |
| 03 06 | Госпром                                                                          | укр. Держпром             | 6 мая 1995      | 02          | −20        | колонно-пилонная глубокого заложения     |            |             |
| 03 07 | Архитектора Бекетова                                                             | укр. Архітектора Бекетова | 6 мая 1995      |             | −20        | колонно-пилонная глубокого заложения     |            |             |
| 03 08 | Защитников Украины Площадь Восстания (с 06.05.1995 до 18.05.2016)                | укр. Захисників України   | 6 мая 1995      |             | ?          | односводчатая мелкого заложения          |            |             |
| 03 09 | Метростроителей Метростроителей имени Г. И. Ващенко (с ??.07.2000 до 17.05.2016) | укр. Метробудівників      | 6 мая 1995      | 01          | ?          | колонная мелкого заложения трехуровневая |            |             |

## Депо и подвижной состав

### Депо, обслуживающие линию
| Электродепо         | Период      |
| ------------------- | ----------- |
| ТЧ-1 «Немышлянское» | с 1995 года |
| ТЧ-3 «Алексеевское» | с открытия  |

### Тип подвижного состава
| Тип        | Период    |
| ---------- | --------- |
| 81-717/714 | с 1995    |
| 81-718/719 | с 1995    |
| Еж3        | 1995—2010 |
| Ем-508Т    | 1995—2010 |

## Перспективы
До и после 2025 года ожидалось открытие следующих станций и одного электродепо:
| Перечень участков и объектов           | Количество станций | Год введения в эксплуатацию | Длина  |
| -------------------------------------- | ------------------ | --------------------------- | ------ |
| ТЧ-3 «Алексеевское»                    | —                  | до 2025 года                | 0.7 км |
| Участок «Метростроителей» — «Одесская» | 2                  | до 2025 года                | 3,6 км |
| Участок «Одесская» — «Аэропорт»        | 2                  | после 2025 года             | ?      |